# Jean-Didier Berger
Pour les articles homonymes, voir Berger (homonymie).
Jean-Didier Berger, né le 23 janvier 1980 à La Garenne-Colombes, est un homme politique français. Membre du parti Les Républicains, il est maire de Clamart dans le département des Hauts-de-Seine en région Île-de-France, puis député de la circonscription correspondante.

## Biographie

### Origines et vie familiale
Né le 23 janvier 1980 à La Garenne-Colombes, Jean-Didier Berger est marié et père de deux enfants : Robin et Florent. Lui et sa famille vivent aujourd’hui à Clamart au Jardin Parisien après avoir habité près du centre-ville.

### Études et formation
Jean-Didier Berger est diplômé de l'Institut d'études politiques de Bordeaux.

### Carrière professionnelle
Il occupe des responsabilités auprès de Philippe Pemezec, maire de Le Plessis-Robinson et ancien député rapporteur de la loi d'orientation et de programmation pour la ville et la rénovation urbaine.
Il accompagne les collectivités à mettre en œuvre une nouvelle approche du logement et un véritable parcours résidentiel.
Directeur de la société d'économie mixte départementale SEMPRO, dédiée à l’aménagement urbain, à la construction et à la gestion de logements sociaux mais pratiquant aussi l’accession sociale à la propriété.
Cette société travaille aujourd’hui au renouveau urbain de villes de tout parti politique.

### Carrière politique
Lors des élections municipales de 2001, il apparaît sur la liste de Nicole Gouéta à Colombes. Il n'est pas élu.
Le 4 février 2008, Jean-Pierre Schosteck est élu député de la 12e circonscription des Hauts-de-Seine, lors de l'élection partielle organisée à la suite de l'invalidation de l'élection de juin 2007 de Philippe Pemezec ; Jean-Didier Berger est son suppléant.
En mars 2008, Jean-Didier Berger conduit la liste « Écouter pour agir à Clamart » d'union « UMP – Parti Radical – Nouveau Centre ». Compte tenu des résultats du premier tour, cette liste fusionne avec la liste « UDF, Modem, Divers Gauche, Divers Droite, écologistes et indépendants » mais, au second tour, cette nouvelle liste n'arrive qu'en deuxième position avec 45,18 % des suffrages exprimés, derrière la liste d'union de la gauche avec 54,82 %.
Le 21 mars 2010, il est élu au conseil régional d'Île-de-France.
En 2013, il critique dans L'Express, Philippe Kaltenbach maire de Clamart qui s'accroche à son poste, alors qu'il est mis en examen dans une affaire de fraude aux HLM.
En mars 2014, la liste d'union de la droite « Unis pour agir à Clamart » qu'il conduit est élue dès le premier tour avec 53,76 % des suffrages exprimés,. Le 30 mars 2014, lors de la première réunion du nouveau conseil municipal, il est élu maire.
Le 30 mars 2015, en duo avec Isabelle Debré, il est élu conseiller départemental du canton de Clamart, puis, dans le cadre de la mise en œuvre de la métropole du Grand Paris, il est élu le 18 janvier 2016, président de l'Établissement public territorial Vallée Sud Grand Paris.
En juin 2019, il quitte LR en même temps que Valérie Pécresse après la défaite de la droite aux élections européennes de 2019.
Il se présente sous l'étiquette « Libres ! » aux municipales 2020 avec le slogan « Clamart en toute sérénité ».
Dans l'équipe de campagne de Valérie Pécresse, candidate LR à l'élection présidentielle de 2022, il est chargé du suivi de l'opinion.
Lors des élections législatives de 2024, il est candidat dans la 12ᵉ circonscription des Hauts-de-Seine pour le parti LR soutenu par la majorité présidentielle,. Il remporte les élections avec 53,86 % des votants.
Le non-cumul des mandats ne lui permet pas d'exercer comme député-maire.

## Mandats et fonctions politiques

### Mandats électoraux

#### Mandats actuels
- Maire de Clamart depuis le 30 mars 2014 et conseiller municipal de Clamart depuis 2008
- Président de l'Établissement public territorial Vallée Sud Grand Paris (depuis 2016)
- Conseiller régional d'Île-de-France (depuis 2021)
- Député de la XIIe circonscription des Hauts-de-Seine (depuis 2024)

#### Anciens mandats
- suppléant du député de la Douzième circonscription des Hauts-de-Seine de juin 2007 à juin 2012.
- Conseiller régional d’Île-de-France, membre de la commission des lycées et des politiques éducatives[2] (2010 - 2015)
- Membre du bureau de la communauté d'agglomération Sud de Seine (2014 - 2015)
- Conseiller départemental du canton de Clamart (2015 - 2021)
- Vice-président du Conseil départemental des Hauts-de-Seine chargé de la voirie (2015 - 2021).